# Bahnhof Ruda Chebzie

Der Bahnhof Ruda Chebzie, vormals deutsch Morgenroth, ist ein Bahnhof in Chebzie in Ruda Śląska in der Woiwodschaft Schlesien.

## Geschichte
Der Ort wurde am 31. Oktober 1845 mit der Strecke Oppeln–Gleiwitz(–Morgenroth)–Schwientochlowitz durch die Oberschlesische Eisenbahn ans deutsche Bahnnetz angeschlossen. Es folgten 1859 von hier die Linien nach Beuthen-Tarnowitz und 1899 nach Orzegow, womit Morgenroth ein bedeutender Eisenbahnknoten wurde. Die Reichskursbücher vor 1939 zeigen Krakau, Kattowitz, Gleiwitz, Heydebreck, Breslau, Berlin als Fernverkehrsziele und Kochlowitz und Orzegow als Nahverkehrsziele.

## Bauwerk
Die Empfangshalle aus der Zeit vor 1914 ist eine mit Ziegel ausgefachte Stahlkonstruktion. Das rechte Bahnsteigdach ruht auf Gusseisenstützen. Im Jahr 2018 wurde das Gebäude im Rahmen des Projekts „Stacja Biblioteka“ zum Sitz der Stadtbibliothek umgebaut.